# Kuźnica Kołłątajowska
Die Kuźnica Kołłątajowska (deutsch: Kołłątajs Schmiede) war eine politische Partei im Polen-Litauen des 18. Jahrhunderts.

## Geschichte
Die Kuźnica Kołłątajowska entstand während des Großen Sejms von 1788 bis 1792. Zunächst gründeten Hugo Kołłątaj und Franciszek Ksawery Dmochowski die Kritische Gesellschaft im Frühjahr 1789, die Jan Śniadecki gegen Feliks Oraczewski unterstützte. Als Gründungszeitpunkt der Partei gelten die letzten Tage des Juni 1789. Sie kam nach der Niederlage im Russisch-Polnischen Krieg im Juli 1792 zum Erliegen. 
Die Kuźnica Kołłątajowska arbeitete eng mit dem linken Flügel der Patrioten-Partei zusammen. Ihr Name geht auf Hugo Kołłątaj zurück, einen der bedeutendsten Reformer des Großen Sejm. Neben Abgeordneten und Senatoren engagierten sich auch Literaten, politische Aktivisten und Publizisten, die die Ideen der Französischen Revolution nach Polen trugen. Die Mitglieder trafen sich auf dem Gutshof von Hugo Kołłątaj bei Warschau.
Zu den bekanntesten Mitgliedern zählten Franciszek Salezy Jezierski, Franciszek Ksawery Dmochowski, Franciszek Zabłocki, Tomasz Maruszewski, Jan Dembowski, Kazimierz Konopka, Rafał Kołłątaj, Antoni Trębicki, Józef Meier, Florian Jelski, Ignacy Szczurkowski, Tomasz Szczurkowski, Piotr Grossmani, Antoni Mirosławski, Maciej Mirosławski und Julian Ursyn Niemcewicz.